# 谢松清
谢松清（1952年—2019年9月18日），马来西亚政治人物，2008年至2013年担任柔佛州议会彭加兰令丁州议员，也曾担任新山市议员，国阵马华公会埔莱区会前任主席。

## 政治生涯
2008年大选，代表国阵马华当选为彭加兰令丁州议员。2013年马来西亚大选时未再寻求连任，2014年受柔佛州政府提名进入国会上议院，于12月1日就任。

## 政党职务
2008年7月28日，当选为埔莱区会署理主席，区会主席为刘德贤。2009年8月1日，暂代马华埔莱区会主席一职。

### 马华埔莱区会主席
2013年马华公会党选，谢松清挑战原任主席刘德贤，最终成功当选为马华埔莱区会主席。2018年马华公会党选，他竞选埔莱区会主席，但败给时任马华公会柔佛州联委会妇女组主席黄友凤律师同志。

## 逝世
2019年9月18日，谢松清同志在新山市苏丹后阿米娜医院病逝。

## 选举成绩
| 年份 | 选区           | 候选人 | 候选人             | 得票数 | 得票率 | 竞选对手 | 竞选对手                 | 得票数 | 得票率 | 总票数 | 多数票 | 投票率 |
| ---- | -------------- | ------ | ------------------ | ------ | ------ | -------- | ------------------------ | ------ | ------ | ------ | ------ | ------ |
| 2008 | N46 彭加兰令丁 |        | 谢松清（马华公会） | 21,203 | 64.72% |          | 拉赫玛图拉阿都（回教党） | 10,829 | 33.05% | 32,032 | 10,374 | 70.21% |

## 个人荣誉
- 马来西亚：
  -  联邦护国奖章（PPN）（1993年）[14]
  -  联邦护国丞官勋章（KMN）（2017年）[14]